# Carthago delenda est

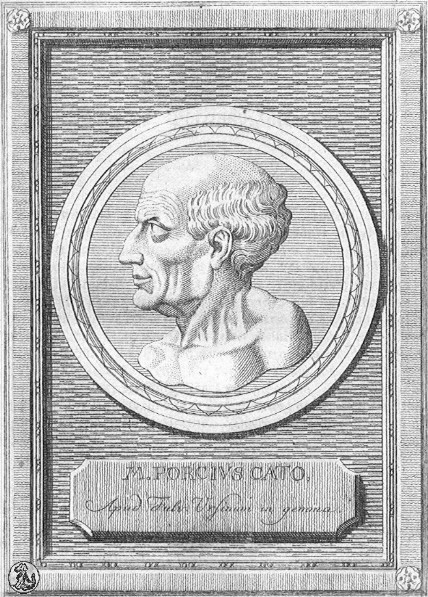
Marco Porcio Catone

Carthago delenda est, abbreviato in Delenda Carthago («Cartagine deve essere distrutta») è una famosa frase latina pronunciata da Marco Porcio Catone, passato alla storia come Catone il Censore, al termine di ogni suo discorso al Senato dopo il suo ritorno dalla missione diplomatica di arbitrato tra i Cartaginesi e Massinissa (re di Numidia) avvenuta nel 157 a.C., praticamente fino alla sua morte nel 149 a.C.

## Storia
Catone, convinto che non fosse possibile né conveniente per i Romani venire a patti con il secolare nemico, aveva fatto di questo argomento il motivo conduttore di tutta la propria azione politica, tanto che ogni suo sermone, di qualsiasi argomento trattasse, finiva sempre con questa esortazione: «Ceterum censeo Carthaginem esse delendam» («Per altro sono del parere che Cartagine debba essere distrutta»).
Questa frase è divenuta proverbiale e viene spesso citata per significare una profonda convinzione strategica che sta dietro e a cui sono finalizzate tutta una serie di azioni di natura tattica.
Si narra che nel momento in cui Catone pronunciò questa frase per la prima volta egli tirò fuori da sotto la toga un cesto di fichi proveniente da Cartagine, volendo così dimostrare che, se il fico – frutto assai delicato – poteva resistere al viaggio da Cartagine, quest'ultima era troppo vicina a Roma e quindi andava distrutta.
Nella pubblicistica italiana di fine Ottocento, fu utilizzata l'antitesi del sintagma (tuenda Carthago) per designare l'esistenza di interessi internazionali al mantenimento dell'indipendenza della Tunisia.

## Analisi grammaticale
La frase usa il verbo delenda, il gerundivo femminile singolare del verbo dēlēre ("cancellare, eliminare"). Il gerundivo delenda (anche detto participio futuro passivo) è un aggettivo verbale che può essere tradotto con "da distruggere". In combinazione con il verbo esse ("essere"), aggiunge un senso di obbligo o necessità, da cui "deve essere distrutta". In questo tipo di costrutto noto come perifrastica passiva il gerundivo delenda ha il ruolo di aggettivo predicativo.

## Varianti
Nella formulazione tradizionale «Ceterum censeo Carthaginem esse delendam» la frase non è attestata nelle fonti antiche, ma sue varianti sono testimoniate in più autori latini e greci; la citazione testuale più precisa è quella di Floro, che scrive nella prima metà del II secolo.
(Floro, Epitoma de Tito Livio, I, 31, 4)
- Plinio il Vecchio, Naturalis Historia, XV, 74.[8]
- Aurelio Vittore, De viris illustribus urbis Romae, 47, 8.[9]
- Tito Livio, Ab Urbe condita, periocha de libro XLIX.[10]

Invece, non è altro che una traduzione parafrastica quella greca in Plutarco, Vita di Catone maggiore, 27: «Δοκεῖ δέ μοι καὶ Καρχηδόνα μὴ εἶναι» («Videtur et hoc mihi, Carthaginem non debere esse», "A me pare altresì che Cartagine non debba più esistere"). Anche Cicerone fa parlare di Cartagine direttamente Catone e gli fa predire che vorrebbe saperla distrutta, usando però un altro tipo di frase e un sinonimo del verbo delere: «non ante […] quam illam exscissam esse cognovero» (Cato Maior de senectute, 6, 18).
Una riformulazione settecentesca della storica frase, che ebbe enorme diffusione in tutta Europa in numerose riedizioni e ristampe, è contenuta nel De viris illustribus urbis Romae a Romulo ad Augustum di Charles François Lhomond: «Hoc censeo, et Carthaginem esse delendam».